# Damnica
Damnica (deutsch Hebrondamnitz, früher Hebron-Damnitz; kaschubisch Damnica, slowinzisch Dą̃mńică) ist ein Dorf in der polnischen Woiwodschaft Pommern im Powiat Słupski (Stolper Kreis). Das Dorf ist Sitz der gleichnamigen Landgemeinde.

## Geographische Lage
Das Dorf liegt in Hinterpommern, in einer weiten Ebene östlich von Słupsk (Stolp) zwischen der Stolpe und der Lupow am Ufer des Karstnitz-Bachs. Östlich des Ortes befindet sich ein großes Waldgebiet, der ehemals so genannte Hebrondamnitzer Forst. 

## Geschichte

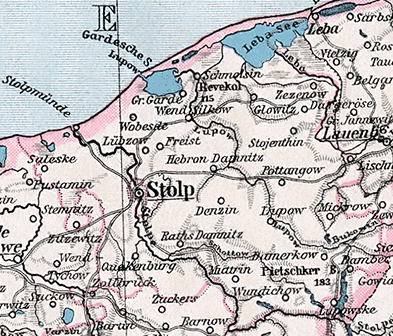
Hebrondamnitz östlich von Stolp auf einer Landkarte von 1905 (in Bildmitte).

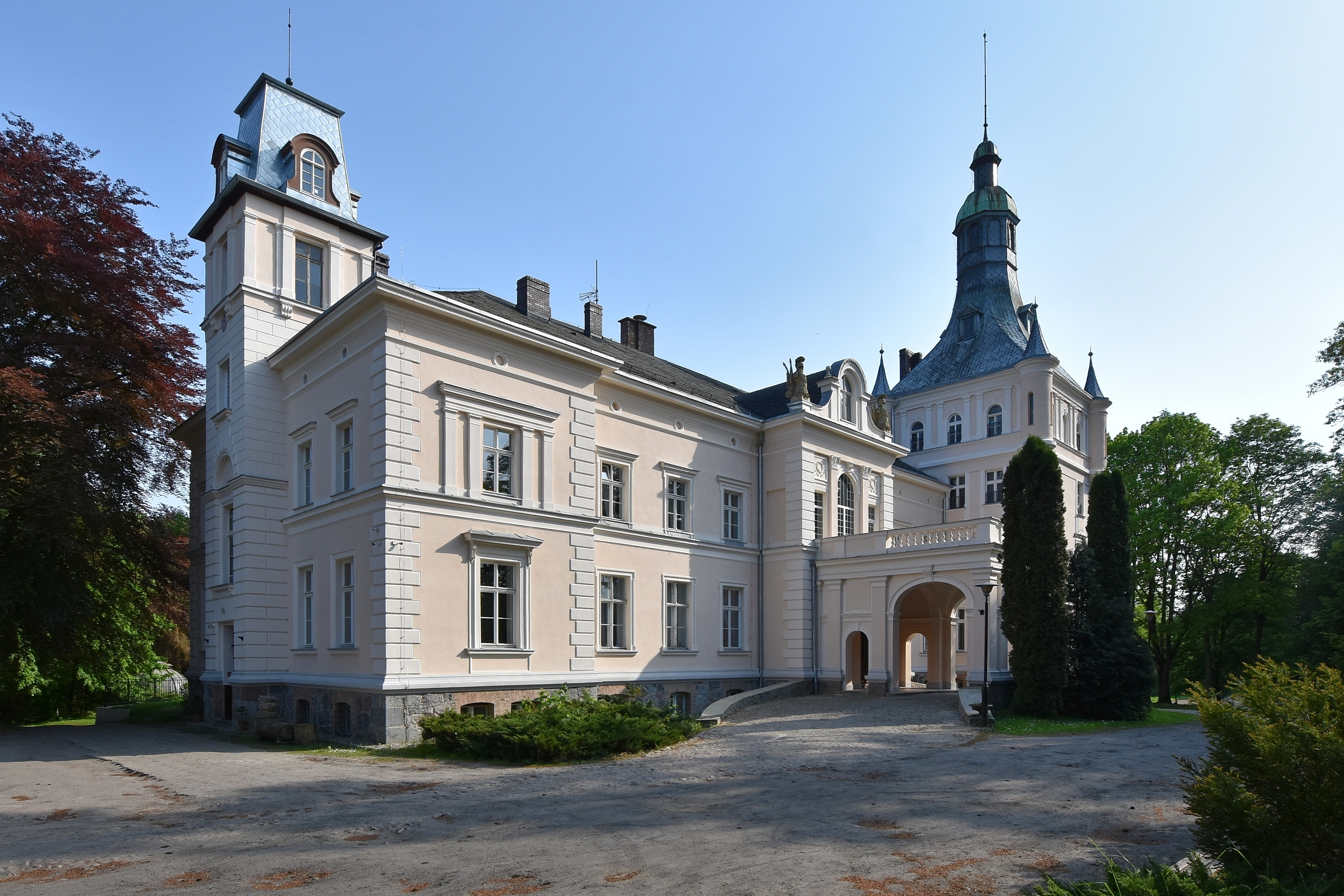
Ehemaliges Herrenhaus Hebrondamnitz (2023)

Der Ort wurde früher nur Damnitz genannt und erhielt den Namen Hebron-Damnitz – zur Unterscheidung von dem 20 Kilometer weiter südlich gelegenen (Raths-)Damnitz – nach dem Obristen Daniel Hepburn. Als die Anhänger der Königin Maria Stuart verfolgt wurden, floh der schottische Edelmann Alexander Hepburn nach Stargard in Pommern. Sein am 16. Oktober 1584 in Stargard geborener Sohn Daniel Hepburn war im Dreißigjährigen Krieg kaiserlicher Obrist und erwarb im Jahre 1617 das Gut Damnitz. Anstelle der Schreibweise „Hebron-Damnitz“ wurde zum 10. September 1934 die Schreibweise „Hebrondamnitz“ amtlich festgelegt.
Der historischen Dorfform nach ist Hebrondamnitz ein Gassendorf. 1407 wurden Pribe und Woldach Kuseke zu lüthen Damnitz genannt. 1469 belehnte Herzog Erich II. von Pommern die Brüder Klaus und Lorenz von Stojentin mit mehreren Dörfern, darunter auch Damnitz. 1485 und 1585 war es im Besitz derer von Schwave.
Im 18. Jahrhundert kam das Gut in den Besitz der Familie Hainsky. Der Generalleutnant Johann von Hainsky übergab die Güter am 13. Juli 1725 an Siegmund von Hainsky. Dessen Erbtochter Henriette Dorothea von Hainsky heiratete den noblierten Oberamtmann Johann Christoph von Thiele und nach dem Tod des selbigen 1756 in zweiter Ehe Friedrich Bogislaw von Puttkamer, der Landrat des Kreises Stolp wurde. In der Familie Puttkamer blieb das Gut bis in das 19. Jahrhundert hinein.
1782 gab es in Hebrondamnitz ein Vorwerk, eine Wassermühle, sechs Bauern, vier Halbbauern, drei Kossäten, eine Schmiede und ein Schulmeister und insgesamt 24 Haushaltungen.
1835 erwarb Oberstleutnant Heinrich Karl Philip von Damnitz das Gut. Letzte Besitzer des Guts waren Richard von Blankensee (1884), Freiherr Karl von Gamp-Massaunen (1910), dann seiner Witwe Klara Freifrau von Gamp-Massaunen (1924) und (1938) Karl Wilhelm Armster-Gamp, von Beruf Kammersänger und Schauspieler, zweiter Ehemann der der Tochter Ilse, geb. Freiin von Gamp.
Am 1. April 1927 hatte das Gut Hebrondamnitz eine Flächengröße von 1333 Hektar, und am 16. Juni 1925 hatte der Gutsbezirk 485 Einwohner. Am 30. September 1928 wurde der Gutsbezirk Hebrondamnitz in die Landgemeinde Hebrondamnitz eingegliedert.
Anfang der 1930er Jahre war die Gemeindefläche 1544 Hektar groß. Es gab auf dem Gemeindegelände insgesamt sechs Wohnstätten:
1. Abbau Hebrondamnitz
2. Bahnhof Hebrondamnitz
3. Chausseehaus
4. Damnitzhof
5. Hebrondamnitz
6. Mühle Hebrondamnitz

Im Jahr 1925 standen in Hebrondamnitz 53 Wohngebäude. Das Restgut hatte eine Fläche von 750 Hektar, wovon 55 Hektar Ackerland und 695 Hektar Wald waren. Neben dem Gut existierten 86 bäuerliche Betriebe. Vor 1945 gab es im Dorf einen Bäcker, einen Bauunternehmer, einen Metzger, einen Gasthof und ein Bahnhofsrestaurant, zwei Kolonialwarenhandlungen, ein Malergeschäft, ein Sägewerk, eine Schmiede und eine Viehhandlung.
Im Jahre 1939 wurden 181 Haushaltungen und 717 Einwohner gezählt.
Bis 1945 war Hebrondamnitz eine Landgemeinde im Landkreis Stolp im Regierungsbezirk Köslin der preußischen Provinz Pommern des Deutschen Reichs. Hebrondamnitz war Sitz eines gleichnamigen Amtsbezirks. Der Ort war Sitz eines Standesamts und einer Gendarmerie. Zuständiger Amtsgerichtsbereich war Stolp. 
Gegen Ende des Zweiten Weltkriegs eroberte am 8. März 1945 die Rote Armee Hebrondamnitz und überließ es wie ganz Hinterpommern der Verwaltung der Volksrepublik Polen. Die polnische Administration verwaltete Hebrondamnitz unter der polonisierten Ortsbezeichnung ‚Damnica‘ und  vertrieb in der Folgezeit die gesamte einheimische Bevölkerung.
Später wurden in der Bundesrepublik Deutschland 340 und in der DDR 174 aus Hebrondamnitz vertriebene Dorfbewohner ermittelt.
Das Dorf ist heute der Amtssitz der nach ihm benannten Gmina Damnica im Powiat Słupski in der Woiwodschaft Pommern (1975 bis 1998 Woiwodschaft Słupsk). Hier leben jetzt etwa 1250 Menschen.

## Kirche

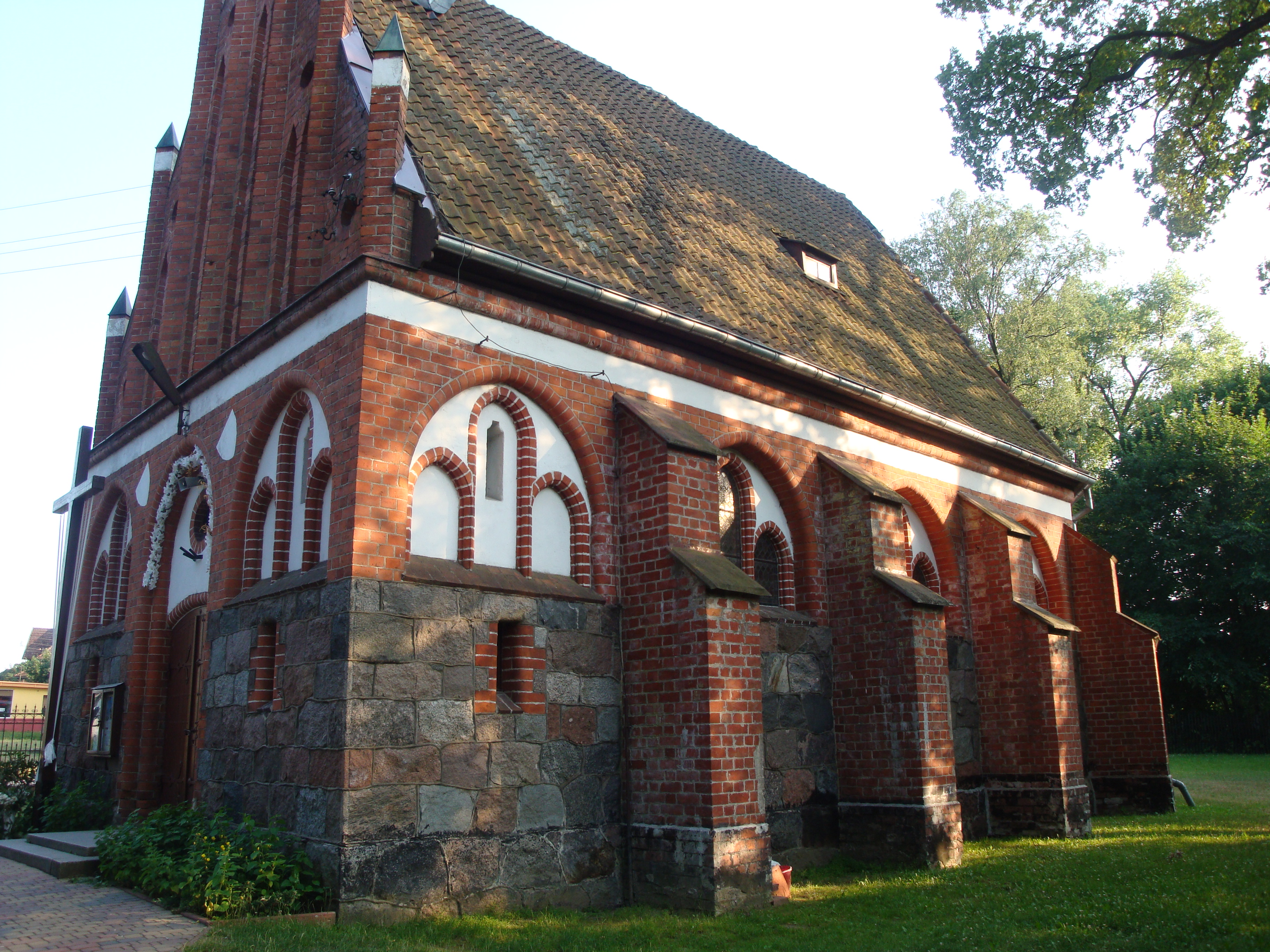
Dorfkirche, bis 1945 Gotteshaus der evangelischen Gemeinde Hebrondamnitz

Die Bevölkerung von Hebrondamnitz war vor 1945 überwiegend evangelischer Konfession. Der Ort gehörte zum Kirchspiel Dammen  im Kirchenkreis Stolp-Altstadt im Ostsprengel der Kirchenprovinz Pommern der Kirche der Altpreußischen Union. Im Jahre 1925 lag in Hebrondamnitz der Anteil der katholischen Bevölkerung bei 2,4 %.
In Hebrondamnitz wurde 1906/07 eine Kapelle für gottesdienstliche Zwecke errichtet.

### Polnisches Kirchspiel seit 1945
Die seit 1945 und Vertreibung der einheimischen Dorfbewohner anwesende polnische Einwohnerschaft ist fast ausnahmslos katholisch. Das Dorf gehört zur Parochie Zagórzyca (Sageritz) im Dekanat Główczyce (Glowitz) im Bistum Pelplin (Erzbistum Danzig) der Katholischen Kirche in Polen.
Für evangelische Kirchenglieder ist die  Parochie der Kreuzkirchengemeinde in Słupsk (Stolp) in der Diözese Pommern-Großpolen der Evangelisch-Augsburgischen Kirche in Polen zuständig.

## Schule
Die Hebrondamnitzer Volksschule war vor 1945 dreistufig. Im Jahre 1932 unterrichteten 2 Lehrer 134 Schulkinder in 3 Klassen. Diese Schule besuchte auch mehrere Jahre der spätere Ballistiker, Ingenieur und Hochschuldezernent Hubert Schardin (1902–1965), dessen Vater hier Lehrer war.

## Verkehr
Nördlich, von Damno (Dammen) kommend, führt eine Nebenstraße durch den Ort, die sieben Kilometer weiter südlich bei Mianowice (Mahnwitz) auf die polnische Landesstraße 6 (ehemalige deutsche Reichsstraße 2, heute auch Europastraße 28) Danzig – Stettin trifft. Damnica ist Bahnstation an der Bahnstrecke Gdańsk–Stargard.

## Persönlichkeiten

### Söhne und Töchter des Ortes
- Rudolf Stricker (1829–1890), deutscher Intendanturbeamter und Verleger
- Hannes Kirk (1924–2010), deutscher Fußballspieler und Fußballtrainer

### Mit dem Ort verbunden
- Friedrich Bogislaw von Puttkamer (1732–1806), preußischer Landrat des Kreises Stolp, starb auf seinem Gut Hebrondamnitz

## Sekundärliteratur
- Pommersches Güter-Adressbuch. 1892. Verlag Friedrich Nagel (Nachf.) (Paul Niekammer), Stettin 1892, S. 158–159. (Digitalisat)
- P. Ellerholz: Handbuch des Grundbesitzes im Deutschen Reiche. Band 2: Provinz Pommern. 2. Auflage,  Nicolai (Rudolf Stricker), Berlin 1884, S. 88–89. (Digitalisat)